# Ян Комаса
Ян Тадѐуш Кома̀са (на полски: Jan Tadeusz Komasa) е полски филмов режисьор и сценарист, възпитаник на Лодзкото филмово училище.
Придобива популярност с излезлия през 2011 година игрален филм „Стаята на самоубийците“ (на полски: Sala samobójców). През 2020 година неговият филм „Тяло Христово“ (на полски: Boże Ciało) е номиниран за Оскар в категорията „Най-добър международен филм“.

## Филмография
- Fajnie, że jesteś, етюд (2003)
- Oda do radości (2005) – съвместно с Анна Казеяк и Мачей Мигас
- Spływ, документален филм (2007)
- Golgota wrocławska, телевизионен филм (2008)
- Стаята на самоубийците (2011)
- Варшавското въстание (2014)
- Градът 44 (2014)
- Krew z krwi (сериал, втори сезон; 2015)
- Ultraviolet (сериал, серии 1 – 5; 2018)
- Тяло Христово (2019)
- Стаята на самоубийците. Хейтър (2020)